# Родићу ти сина
Родићу ти сина је назив шестог албума певачице Мире Шкорић, објављеног 1995. године за Продукцију Стиг. Екипу сарадника на овом албуму чинили су исти аутори као и на претходном - Злаја Тимотић, Весна Петковић, Драган Брајовић и Рођа Раичевић, док је једну песму компоновао Новица Урошевић. Највећи хитови са албума су Родићу ти сина, Карта туге, Ниси ми судбина и Вруће девојке. Албум је пратио концерт у хали Пионир, у Београду.

## Песме на албуму
| Песма            | Композитор      | Текстописац                     |
| ---------------- | --------------- | ------------------------------- |
| Родићу ти сина   | Злаја Тимотић   | Весна Петковић                  |
| Карта туге       | Злаја Тимотић   | Драган Брајовић                 |
| Ниси ми судбина  | Злаја Тимотић   | Весна Петковић                  |
| Дух              | Рођа Раичевић   | Рођа Раичевић, Драган Брајовић  |
| Нико не зна      | Магазин         | Магазин                         |
| Вруће девојке    | Злаја Тимотић   | Весна Петковић                  |
| Нека се убије он | Новица Урошевић | Новица Урошевић, Весна Петковић |
| Соко             | Драган Брајовић | Драган Брајовић                 |
| Куварица         | Драган Брајовић | Драган Брајовић                 |
| Спремна на све   | Драган Брајовић | Драган Брајовић                 |

## Спотови
- Родићу ти сина
- Карта туге
- Вруће девојке